# War Eternal
War Eternal é o nono álbum de estúdio da banda sueca de death metal melódico Arch Enemy. Lançado em 10 de junho de 2014 pela Century Media Records, foi o primeiro álbum com Alissa White-Gluz nos vocais, depois de Angela Gossow ter saído do posto para continuar sendo somente a empresária da banda. É também o primeiro álbum com o novo guitarrista Nick Cordle, que substituiu Christopher Amott em 2012.

## Antecedentes e desenvolvimento
Em 3 de março de 2014, a banda revelou a data de lançamento e que o título do álbum seria "War Eternal".
No dia 15 de maio de 2014, War Eternal, vazou na Internet.
Em 17 de março de 2014, Angela Gossow divulgou um comunicado anunciando sua saída do grupo e acolhendo sua substituta, a ex-vocalista da banda de metal extremo canadense The Agonist, Alissa White-Gluz. No comunicado, ela escreveu que, enquanto ela tinha gostado de seu tempo com o grupo, era hora de ela seguir em frente, estar com sua família, perseguir outros interesses e que seria como "passar a tocha para a super talentosa Alissa White-Gluz, a quem eu conheci como uma querida amiga e uma vocalista excelente para muitos anos. Sempre achei que ela merecia uma chance de brilhar -... e agora ela está tendo - assim como eu tive essa chance em 2001." Na nota, Gossow confirma que continuará na banda, mas nos bastidores, como empresária.
Alissa também divulgou um comunicado dizendo:
| “ | “Eu estou muito honrada e feliz em anunciar o começo de um novo capítulo em minha vida e carreira musical; eu juntei forças com uma das minhas bandas favoritas de todos os tempos e mundialmente respeitada, Arch Enemy. Wages of Sin foi o primeiro álbum de metal que eu comprei, e foi amor à primeira audição. Não é sempre que você recebe um telefonema de uma banda favorita perguntando se você quer se juntar a eles! Estou emocionada em ter a oportunidade de trabalhar com músicos tão talentosos que eu também considero grandes amigos. Espero ser capaz de escrever e me apresentar em um novo nível agora com o Arch Enemy! A música é eterna, o metal é sem limitações e esse é apenas o começo!” | ” |

| Críticas profissionais | Críticas profissionais |
| Avaliações da crítica  | Avaliações da crítica  |
| Fonte                  | Avaliação              |
| ---------------------- | ---------------------- |
| Metal Hammer           | [ 3 ]                  |
| Blabbermouth.net       | [ 4 ]                  |
| Sputnikmusic           | [ 5 ]                  |
| Terrorizer             | [ 6 ]                  |
| Whiplash.net           | [ 7 ]                  |

O principal compositor e fundador da banda, Michael Amott, também deixou seu comentário:
| “ | "Nós somos eternamente gratos à Angela por toda a sua paixão, trabalho duro e talento. Seu legado é grandioso e será sempre uma grande parte da história da banda. Sentimos orgulho no que alcançamos no passado, mas também olhamos à frente para novas batalhas e novas vitórias. Recebemos Alissa de braços abertos – e esperamos que vocês estejam de ouvidos abertos. Nós talvez criamos nossa mais malvada obra com nosso próximo trabalho War Eternal!" | ” |

## Arte do álbum
A arte do álbum foi criada por Costin Chioreanu. O principal compositor, guitarrista e fundador da banda, Michael Amott, comenta:
| “ | "Eu estava procurando por um desenho à mão com uma atmosfera única, algo que complementaria a música que nós temos trabalhado tão duro nos últimos dois anos. No final, a minha escolha recaiu sobre o artista romeno Chioreanu Costin, que é um artista que eu admirava há algum tempo. Costin realmente segurou a minha visão para a obra de arte e layout, ele entregou alguns dos melhores elementos de arte. | ” |

## Promoção
O primeiro single e vídeo da música "War Eternal" foi lançado em 20 de março de 2014. O vídeo foi produzido por Patric Ullaeus. A banda começou a "War Eternal World Tour" em maio, com uma extensa turnê pela Europa e mais de 80 datas agendadas até o momento. A turnê na América do Norte está prevista para o outono de 2014, a ser seguida depois por mais datas na Europa. Em 27 de maio eles lançaram seu segundo videoclipe, "You Will Know My Name". O terceiro vídeo, "No More Regrets" foi lançado na mesma semana que o álbum.

## Faixas
| Versão Standard |                                                    |                                                                     |         |  |
| N.º             | Título                                             | Letras                                                              | Duração |  |
| 1.              | "Tempore Nihil Sanat (Prelude in F minor)" (Intro) | Michael Amott                                                       | 1:12    |  |
| 2.              | "Never Forgive, Never Forget"                      | Michael Amott e Nick Cordle                                         | 3:44    |  |
| 3.              | "War Eternal"                                      | Michael Amott e Nick Cordle                                         | 4:16    |  |
| 4.              | "As the Pages Burn"                                | Amott e Alissa White-Gluz                                           | 4:01    |  |
| 5.              | "No More Regrets"                                  | Michael Amott / Nick Cordle e Alissa White-Gluz                     | 4:06    |  |
| 6.              | "You Will Know My Name"                            | Michael Amott e Nick Cordle                                         | 4:37    |  |
| 7.              | "Graveyard of Dreams" (Instrumental)               | Michael Amott e Daniel Erlandsson                                   | 1:10    |  |
| 8.              | "Stolen Life"                                      | Michael Amott                                                       | 2:59    |  |
| 9.              | "Time Is Black"                                    | Michael Amott / Alissa White-Gluz e Daniel Erlandsson               | 5:24    |  |
| 10.             | "On and On"                                        | Michael Amott / Nick Cordle e Alissa White-Gluz                     | 4:05    |  |
| 11.             | "Avalanche"                                        | Michael Amott / Nick Cordle / Alissa White-Gluz e Daniel Erlandsson | 4:39    |  |
| 12.             | "Down to Nothing"                                  | Michael Amott e Nick Cordle                                         | 3:48    |  |
| 13.             | "Not Long for This World" (Instrumental)           | Michael Amott                                                       | 3:29    |  |
| Duração total:  | Duração total:                                     | Duração total:                                                      | 50:32   |  |

| Digipak/ Media Book/ Versão Artbook |                                               |                |         |  |
| N.º                                 | Título                                        | Letras         | Duração |  |
| 14.                                 | "Shadow on the Wall" (Cover de Mike Oldfield) | Mike Oldfield  | 3:03    |  |
| Duração total:                      | Duração total:                                | Duração total: | 53:35   |  |

| Versão Japonesa |                                            |                                           |         |  |
| N.º             | Título                                     | Letras                                    | Duração |  |
| 15.             | "Breaking the Law" (Cover de Judas Priest) | Glenn Tipton / Rob Halford e K.K. Downing | 2:20    |  |
| Duração total:  | Duração total:                             | Duração total:                            | 52:52   |  |

| 3xCDs Versão Artbook ("Seeds of War" Disco Bônus) |                                              |         |  |
| N.º                                               | Título                                       | Duração |  |
| 1.                                                | "Never Forgive, Never Forget" (Demo de 2013) | 3:44    |  |
| 2.                                                | "No More Regrets" (Demo de 2013)             | 4:00    |  |
| 3.                                                | "You Will Know My Name" (Demo de 2013)       | 4:15    |  |
| 4.                                                | "On and On" (Demo de 2013)                   | 4:02    |  |
| 5.                                                | "As the Pages Turn" (Demo de 2013)           | 3:50    |  |
| Duração total:                                    | Duração total:                               | 19:51   |  |

| 3xCDs Versão Artbook (Disco bônus instrumental com Guitar Tabs) |                                                     |         |  |
| N.º                                                             | Título                                              | Duração |  |
| 1.                                                              | "Never Forgive, Never Forget" (Versão Instrumental) | 3:47    |  |
| 2.                                                              | "War Eternal" (Versão Instrumental)                 | 4:18    |  |
| 3.                                                              | "As the Pages Burn" (Versão Instrumental)           | 4:02    |  |
| 4.                                                              | "No More Regrets" (Versão Instrumental)             | 4:07    |  |
| 5.                                                              | "You Will Know My Name" (Versão Instrumental)       | 4:39    |  |
| 6.                                                              | "Stolen Life" (Versão Instrumental)                 | 3:00    |  |
| 7.                                                              | "Time Is Black" (Versão Instrumental)               | 5:26    |  |
| 8.                                                              | "On and On" (Versão Instrumental)                   | 4:07    |  |
| 9.                                                              | "Avalanche" (Versão Instrumental)                   | 4:40    |  |
| 10.                                                             | "Down to Nothing" (Versão Instrumental)             | 3:51    |  |
| Duração total:                                                  | Duração total:                                      | 41:57   |  |

## Paradas musicais
| Paradas (2014)                        | Posições |
| ------------------------------------- | -------- |
| Áustria (Ö3 Austria Top 40)           | 13       |
| Bélgica (Ultratop Flandres)           | 39       |
| Bélgica (Ultratop Valônia)            | 43       |
| Dinamarca (Hitlisten)                 | 38       |
| Países Baixos (Dutch Charts)          | 36       |
| Finlândia (Suomen virallinen lista)   | 5        |
| França (SNEP)                         | 56       |
| Alemanha (Offizielle Deutsche Charts) | 9        |
| Suécia (Sverigetopplistan)            | 40       |
| Suíça (Schweizer Hitparade)           | 16       |
| Estados Unidos (Billboard 200)        | 44       |

## Músicos

### Integrantes
- Alissa White-Gluz − vocal
- Michael Amott − guitarra
- Nick Cordle − guitarra
- Sharlee D'Angelo − baixo
- Daniel Erlandsson − bateria

### Produção
- Jens Bogren − masterização e mixagem
- Costin Chioreanu − arte do álbum
- Per Wiberg − mellotron
- Henrik Janson − orquestração e arranjos de cordas
- Ulf Janson − teclados adicionais,orquestração e arranjos de cordas
- Staffan Karlsson − engenheiro de som
- Nick Cordle − engenheiro (guitarra e baixo)
- Daniel Erlandsson − engenheiro (guitarra e baixo)
- Johan Örnborg − engenheiro (bateria)
- Linn Fijal − engenheiro (cordas e teclados)
- Patric Ullaeus − fotografia
- Jens Prüter − artistas e repertório (A&R)
- Stockholm Session Strings − sessão de cordas
- Arch Enemy − produção

## Histórico de lançamento
| Lugar            | Data                | Gravadora             | Formato |
| ---------------- | ------------------- | --------------------- | ------- |
| Japão            | 4 de junho de 2014  | Trooper Entertainment | CD      |
| Europa           | 9 de junho de 2014  | Century Media Records | CD      |
| América do Norte | 10 de junho de 2014 | Century Media Records | CD      |
| Austrália        | 13 de junho de 2014 | Century Media Records | CD      |